# Corus thoracalis
Corus thoracalis là một loài bọ cánh cứng trong họ Cerambycidae.